# Birkir Gunnarsson (nadador)
Birkir Gunnarsson es un deportista islandés que compitió en natación adaptada. Ganó dos medallas en los Juegos Paralímpicos de Verano, bronce en Barcelona 1992 y bronce en Atlanta 1996.

## Palmarés internacional
| Juegos Paralímpicos | Juegos Paralímpicos      | Juegos Paralímpicos | Juegos Paralímpicos |
| Año                 | Lugar                    | Medalla             | Prueba              |
| ------------------- | ------------------------ | ------------------- | ------------------- |
| 1992                | Barcelona (España)       | Medalla de bronce   | 400 m libre B1      |
| 1996                | Atlanta (Estados Unidos) | Medalla de bronce   | 100 m espalda B1    |